# Маркливилл
Маркливилл (англ. Markleeville), ранее Марклевилл (англ. Markleville) — статистически обособленная местность и окружной центр округа Алпайн, штат Калифорния.

## История

Маркливилл на карте округа

Своё название местность получила в честь Якоба Маркли, который построил платный мост через приток реки Карсон в 1861 году во времена бума добычи серебра в этих краях.
В 1863 году здесь было открыто первое почтовое отделение.

## География
Общая площадь местности составляет 49,5 км². Земля в долинах Маркливилла покрытая пышной травой. В Маркливилле присутствует множество горячих источников, а также парк штата.

## Климат
Лето в Маркливилле теплое с малым количеством осадков. Зима холодная и часто заснеженная. Рекордно высокая температура 102 °F (39 °С) была зафиксирована 11 июля 1931 года. Рекордно низкая -25 °F (-32 °C) 22 декабря 1990 года. Среднегодовое количество осадков составляет 19,16 дюйма (48,7 см).

## Демография
По данным переписи 2010 года, население Маркливилла составляет 210 человек (увеличение по сравнению с 197 в 2000 году). Плотность 12,4 человека на квадратный километр. Расовый состав: 192 (91,4%) белых, 4 (1,9%) коренных американцев, 2 (1,0%) азиатов, 6 (2,9%) представителей других рас и 6 (2,9%), имеющих две или больше национальности. Испаноговорящих всех национальностей 11 человек (5,2%).
Возрастной состав населения: 18,6% — до 18 лет; 1,4% — от 18 до 24 лет; 20,0% — от 25 до 44 лет; 43,8% — от 45 до 64 лет; 16,2% — 65 лет и старше. Средний возраст составил 50,8 лет. На каждые 100 женщин приходится 101,9 мужчин. На каждые 100 женщин возрастом 18 лет и старше насчитывалось 101,2 мужчин.